# منصة بينو
منصة بينو المفتوحة (أو PINO فقط) هي منصة روبوت مفتوحة، مع تصميمها الميكانيكي والبرمجي مغطاة برخصة GNU للوثائق الحرة ورخصة GNU العامة على التوالي.
التصميم الخارجي للمبيت هو تصميم مسجل الملكية، ومصطلح PINO هو علامة تجارية.
يبدو أن هدف مصممي PINO هو إنشاء منصة مفتوحة تشبه لينكس للروبوتات.
يتم بيع نسخة تجارية من PINO من قبل ZMP INC. وهي شركة روبوتات مقرها طوكيو. أحدث إصدار هو الإصدار 3 (صدر في أغسطس 2006).